# Leonardo (Fernsehserie)
Leonardo ist eine Historiendrama-Serie der European Alliance über Leonardo da Vinci. Die italienisch-französische Produktion entstand unter der Federführung der italienischen Rundfunkanstalt Rai.

## Prämisse
Die Serie beginnt am Ende von Leonardos Karriere: Leonardo wurde von Stefano Giraldi festgesetzt, der aus dem Künstler ein Geständnis holen will, dass dieser seine eigene Muse, Caterina da Cremona, vergiftet habe. Von diesem Punkt aus wird Leonardos Leben aufgerollt.

## Entstehungsgeschichte
2017 wurde mit der European Alliance eine Kooperation zwischen den öffentlich-rechtlichen Anstalten ZDF, Rai und France Télévisions zur Produktion von Serien geschaffen. Im Oktober 2018 berichtete Variety, dass die Allianz unter anderem die Serie Leonardo produziert. Das achtteilige Biopic handelt von Leonardo da Vinci, der in Florenz im 16. Jahrhundert lebte. Die Federführung des Projekts hat die italienische Sendeanstalt Rai. Leonardo entsteht anlässlich des 500. Todestags da Vincis auf Vorlage einer da-Vinci-Biographie von Walter Isaacson und wird aus dem Blickwinkel des Modells Caterina erzählt.
Das Drehbuch wurde von Frank Spotnitz und Steve Thompson verfasst. Die Titelrolle wurde mit Aidan Turner besetzt, wie im Oktober 2019 bekannt gegeben wurde. Im folgenden Monat wurde Freddie Highmore als ein weiteres Cast-Mitglied bekannt gegeben. Er soll den fiktiven Polizisten Stefano Giraldi darstellen. Ferner ist er mit seinem Unternehmen Alfresco Pictures Executive Producer der Serie. Er produziert die Serie zusammen mit der italienischen Produktionsfirma Lux Vide und Spotnitz’s Big Light Productions. Als weiteres Produzentenunternehmen stieß Ende 2019 auch Sony Pictures Television dazu. Noch im selben Jahr wurde bekannt gegeben, dass weitere Hauptrollen durch Matilda De Angelis als Caterina da Cremona, sowie Giancarlo Giannini als Andrea del Verrocchio besetzt wurden und Dan Percival Regie führt. Gemeinsam mit Spotnitz arbeitete er zuvor an der Serie The Man in the High Castle.
Die Dreharbeiten begannen am 2. Dezember 2019 und fanden in Rom statt.

## Besetzung und Synchronisation
Die Serie wird auf Englisch gedreht.
| Rolle               | Darsteller         | Synchronsprecher |
| ------------------- | ------------------ | ---------------- |
| Leonardo da Vinci   | Aidan Turner       |                  |
| Caterina da Cremona | Matilda De Angelis |                  |
| Stefano Giraldi     | Freddie Highmore   |                  |
| Ludovico Sforza     | James D’Arcy       |                  |
| Sanseverino         | Antonio de Matteo  |                  |
| Piero da Vinci      | Robin Renucci      |                  |
| Beatrice D’Este     | Miriam Dalmazio    |                  |
| Jacopo Saltarelli   | Kit Clarke         |                  |
| Der Alchemist       | Freddy Drabble     |                  |
| Verrocchio          | Giancarlo Giannini |                  |

### Hauptfiguren
- Leonardo da Vinci, gespielt von Aidan Turner. Genialer Künstler, unehelicher Sohn von Piero da Vinci.
- Caterina da Cremona, gespielt von Matilda De Angelis. Leonardos beste Freundin und Muse. Leonardo trifft sie in Florenz und zeigt sich an ihr und ihrer dramatischen Geschichte interessiert, wie die Narben an ihrem Körper zeigen. Gerade dank Caterina schafft Leonardo seinen ersten Lehrlingsjob in der Werkstatt des Malers Andrea del Verrocchio. Als Leonardo aus dem Geschäft geworfen wird, tut Caterina daran interessiert, ihn zusammenzufassen, und dank ihr nimmt ihn der Florentiner Meister auf. In der ersten Folge, die 1506 in Mailand spielt, wird Leonardo unter dem Verdacht verhaftet, Catherine da Cremona vergiftet zu haben. Aber von diesem Mord, behaupten die Täter, ist nichts bekannt. Catherine erscheint in sehr wenigen Dokumenten, aber über ihr Leben ist nichts bekannt: Wir wissen nur, dass sie es war, die für das verlorene Gemälde Leda mit dem Schwan posierte.
- Ludovico Sforza, gespielt von James D'Arcy. Regent des Herzogtums Mailand (auch bekannt als Il Moro oder Der Maure) und Schirmherr von Leonardo. Er beauftragt diesen mit einer Reitskulptur zu Ehren seines Vaters Francesco Sforza und der Herstellung des letzten Abendmahls. Er unternimmt eine ehebrecherische Beziehung mit Caterina de Cremona, nachdem Bembo diese verlassen hat, und hat einen unehelichen Sohn, Franziskus.
- Tommaso Masini, gespielt von Alessandro Sperduti. Ein Schüler von Andrea del Verrocchio, der Leonardo um seine Meisterschaft beneidet.
- Piero da Vinci, gespielt von Robin Renucci. Vater von Leonardo.
- Marco, gespielt von Gabriel Lo Giudice. Freund und Lehrling von Leonardo, der von den Franzosen in Mailand getötet wurde.
- Julius, gespielt von Josafat Vagni. Freund und Lehrling von Leonardo.
- Alfonso, gespielt von Andrew Knott. Assistent des Verrocchio.
- Rinaldo Rossi, gespielt von Massimo De Santis. Giraldis Vorgesetzter.
- Andrea del Verrocchio, gespielt von Giancarlo Giannini. Meister von Leonardo.
- Stefano Giraldi, gespielt von Freddie Highmore. Offizier des Herzogtums Mailand, der den Mordfall Leonardo untersucht.
- Salaì (Spitzname von Gian Giacomo Caprotti), gespielt von Carlos Cuevas. Leonardos Geliebter und erster Lehrling in seiner Werkstatt.
- Luca Pacioli, gespielt von Giovanni Scifoni. Mönch, der Leonardo in Mailand dazu anspornt, das Letzte Abendmahl anzufertigen, und der heimlich Caterinas Sohn beherbergen wird.
- Cesare Borgia, gespielt von Max Bennett. Im Namen Ludwigs XII. führt er die französische Armee zur Eroberung des Herzogtums Mailand und beginnt mit Unterstützung des Papstes mit der Rückeroberung der Gebiete der Romagna.
- Ramiro, gespielt von Claudio Castrogiovanni. Als unterstellter Kommandant von Cesare Borgia wird er von diesem öffentlich als Machtdemonstration enthauptet.
- Galeazzo Sanseverino, gespielt von Antonio De Matteo. Militärkommandant und rechte Hand des Mauren. Er führt den Mord an Thierry, einem französischen Schauspieler und Freund Leonardos, während der Darstellung des Orpheos durch. Er wird auch verdächtigt, den jungen Gian Galeazzo verunglückt haben zu lassen. In Florenz macht er sich auf Wunsch Sforzas auf die Suche nach Franziskus, dem Sohn von Caterina und Sforza, flieht aber während der Hinrichtung Leonardos nach falschen Anschuldigungen, die Stefano Giraldi erhalten hat.

### Kläger
- Bernardo Bembo, gespielt von Flavio Parenti. Venezianischer Botschafter beim Herzog von Mailand. Bereits zu seiner Zeit in Florenz unterhält er eine Liebesbeziehung mit Caterina da Cremona und nimmt sie mit nach Mailand, aber nach Leonardos Ankunft in der Stadt verlässt er sie, um nach Venedig zurückzugehen, da er versteht, dass Caterina ihn nie so anschauen wird, wie sie Leonardo ansieht. Später wird er Zeuge des mutmaßlichen Todes der Frau.
- Amerigo Benci, gespielt von Sergio Albelli. Geschäftsmann, der den Medici und Leonardos Mäzen nahesteht.
- Ginevra de' Benci, gespielt von Poppy Gilbert. Tochter von Amerigo und Muse von Leonardo für ihr Porträt.
- Beatrice d'Este, gespielt von Miriam Dalmazio. Herzogin und Ehefrau von Ludovico Sforza. Beauftragt Leonardo mit der Organisation einer großen Show über den Mythos von Orpheo. Nach Bembos Abreise aus Mailand bittet sie ihren Mann, dass Caterina da Cremona als ihre Begleiterin vor Gericht bleibt, und drängt sie später, sich für Ludovico zu prostituieren.
- Gian Galeazzo Sforza, gespielt von Edan Hayhurst. Junger Herzog von Mailand, ist ein Junge mit einer sensiblen Seele, freundet sich mit Leonardo an und stirbt unter unklaren Umständen in dessen Armen.
- Pier Soderini, gespielt von Corrado Invernizzi. Gonfaloniere der neuen Republik Florenz und Auftraggeber von Leonardo und Michelangelo für die Fresken der Halle des Großen Rates.
- Niccolò Machiavelli, gespielt von Davide Iacopini.
- Lisa del Giocondo, gespielt von Maria Vera Ratte. Leonardos Muse für die Mona Lisa.
- Michelangelo Buonarroti, gespielt von Pierpaolo Spollon. Ein weiterer großer Florentiner Künstler in Rivalität mit Leonardo.

## Produktion

### Entwicklung
Im Oktober 2018 wurde berichtet, dass Frank Spotnitz eine Fernsehserie entwickeln würde, die sich auf Leonardo Da Vincis Figur für The Alliance konzentriert, eine Koproduktionsgruppe der europäischen Sender Rai, France Télévisions und ZDF. Das Budget der Serie beträgt 30 Millionen US-Dollar. Es wurde die Verlängerung für eine zweite Staffel bekannt gegeben.
Spotnitz und Co-Creator Steve Thompson entwickelten die Serie auf der Grundlage historischer Dokumente und Biographien, um so viel wie möglich an Leonardos Leben festzuhalten und dann die Handlung zu konstruieren, indem sie Elemente der Fiktion hinzufügten. Jede Episode der Serie dreht sich um eines der Werke Leonardos. Eines der Ziele von Spotnitz und Thompson war es, Leonardos Charakter zu zeigen, der als leidender, gequälter Charakter beschrieben wird und sich von seinen Kollegen nicht akzeptiert fühlt.

### Casting
Im Oktober 2019 wurde Aidan Turner als Hauptdarsteller ausgewählt. Darauffolgenden November trat er der Besetzung von Freddie Highmorebei, der auch als ausführender Produzent über Alfresco Pictures zu sehen ist. Im Dezember 2019 trat Sony Pictures dem Projekt als internationaler Co-Produzent und Distributor bei und es wurde angekündigt, dass Matilda de Angelis, Robin Renucci und Giancarlo Giannini ebenfalls in die Besetzung aufgenommen werden.

### Aufnahmen
Die Dreharbeiten zur ersten Staffel begannen im Dezember 2019 in Formello, wo einer der größten Backlots Europas gebaut wurde. Für die Beleuchtung nutzte der Kameramann Steve Lawes so viel natürliches Licht wie möglich, Kerzenlicht und Kaminfeuer, um zu versuchen, die Beleuchtung zu reproduzieren, die Leonardo in seinen Bildern verwendete. Im Frühjahr 2020 wurden die Dreharbeiten wegen der COVID-19-Pandemie eingestellt. Die Produktion wurde im Juni 2020 nach strengen Anti-COVID-Regeln wieder aufgenommen und im darauffolgenden August beendet. Die Regie der Serie wird von Daniel Percival, der sechs Episoden inszenierte, und Alexis Sweet, der zwei inszenierte, kuratiert. Ein Großteil der Szenen wurde in Tivoli gedreht. Szenen mit dem sogenannten „Palazzo Sforza“ wurden in der Villa d’Este gedreht.

### Postproduktion
Michelle Tesoro betreut die Montage, abwechselnd zusammen mit Xavier Russell und Lorenzo Fanfani.

### Soundtrack
Die Musik der Serie stammt von John Paesano.

## Historische Ungenauigkeiten
Obwohl die Produzenten offen erklärt haben, dass sie sich absichtlich von der historischen Realität entfernt haben, um Elemente der Fantasie einzufügen – wie die Affäre um die Anklage wegen Mordes an Leonardo und die Figur von Catherine da Cremona selbst – handelt die Fernsehserie dennoch von realen historischen Ereignissen und Charakteren, so dass viele Unterschiede zur Geschichte festzustellen sind.